# Вєкослав Беванда
Вєкослав Беванда (хорв. Vjekoslav Bevanda; нар. 13 травня 1956) — боснійсько-хорватський політик, голова Ради міністрів Боснії і Герцеговини з 12 січня 2012 року.

## Біографія
Вєкослав Беванда народився 1956 року в Мостарі, де 1971 закінчив початкову, а за чотири роки середню школу. В січні 1979 року закінчив економічний факультет Університету Мостара.
У 1979—1989 роках Беванда працював на аерокосмічному підприємстві SOKO в Мостарі менеджером. З 1990 до 1993 року працював у банку APRO в рідному місті, спочатку керував сектором факторингу, потім був призначений на посаду президента банку. У 1993—1999 роках був членом правління групи Eurosped в Загребі й директором банків Nord Adria Triest та Nord Adria Wien. У 2000–2001 роках осолював Euro centar у Спліті. З 2001 до 2007 займав пост директора банку Commercebank CBS у Сараєві.
У 1997–2001 роках Беванда займав пости міністра фінансів та віце-прем'єра в уряді Федерації Боснії і Герцеговини. На парламентських виборах у Боснії і Герцеговині в жовтні 2010 року отримав мандат депутата парламенту від ХДС.
29 грудня 2011 року став кандидатом на посаду голови Ради міністрів країни, після того як лідери найбільших політичних партій домовились про створення нового уряду.
5 січня 2012 року Президія Боснії і Герцеговини номінувала його на посаду голови Ради міністрів, доручивши сформувати уряд. 12 січня кандидатуру Беванди було затверджено Палатою представників.
Вєкослав Беванда одружений, має двох дочок.